# Esporte Clube Miguel Couto
Esporte Clube Miguel Couto é uma agremiação esportiva sediada no bairro de mesmo nome em Nova Iguaçu, estado do Rio de Janeiro, fundada a 21 de março de 1948. O principal fundador e treinador do clube foi João Vieira de Souza, que teve importante significado na evolução do time de futebol.
Em 22 de novembro de 2023, o clube foi desfiliado da Federação de Futebol do Estado do Rio de Janeiro.

## História

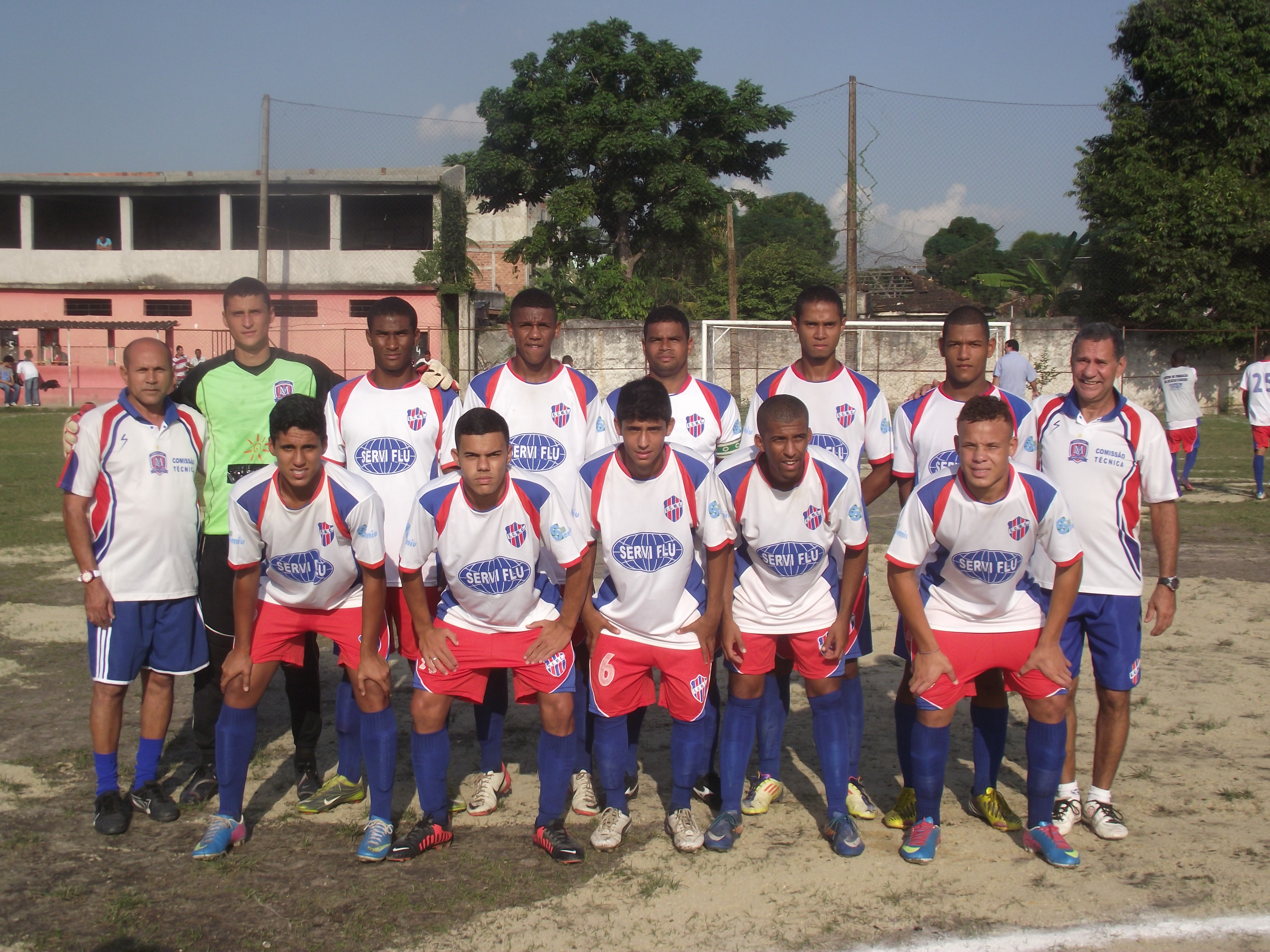
Equipe profissional do Miguel Couto em 2013

Estreia em 1983 no Campeonato Estadual da Terceira Divisão de Profissionais. Na primeira fase da disputa fica em quarto em sua chave e se classifica para a fase final, na qual repete o quarto lugar.
Em 1984, a campanha é pior. O clube não passa da primeira fase, na qual é o sexto e último de seu grupo, não conseguindo chegar à fase final.
Em 1985, se licencia das competições. Volta apenas em 1987, quando se classifica em primeiro de seu grupo na fase inicial. Na segunda fase, é novamente líder, chegando enfim à fase final, na qual se sagra vice-campeão ao perder o título para o Paduano Esporte Clube. Ambos são promovidos para a Segunda Divisão de Profissionais.
Em 1988, já na Segunda Divisão, fica em décimo-segundo no primeiro turno, posição antepenúltima. No segundo turno é apenas décimo-primeiro. Não se classifica para a fase final.

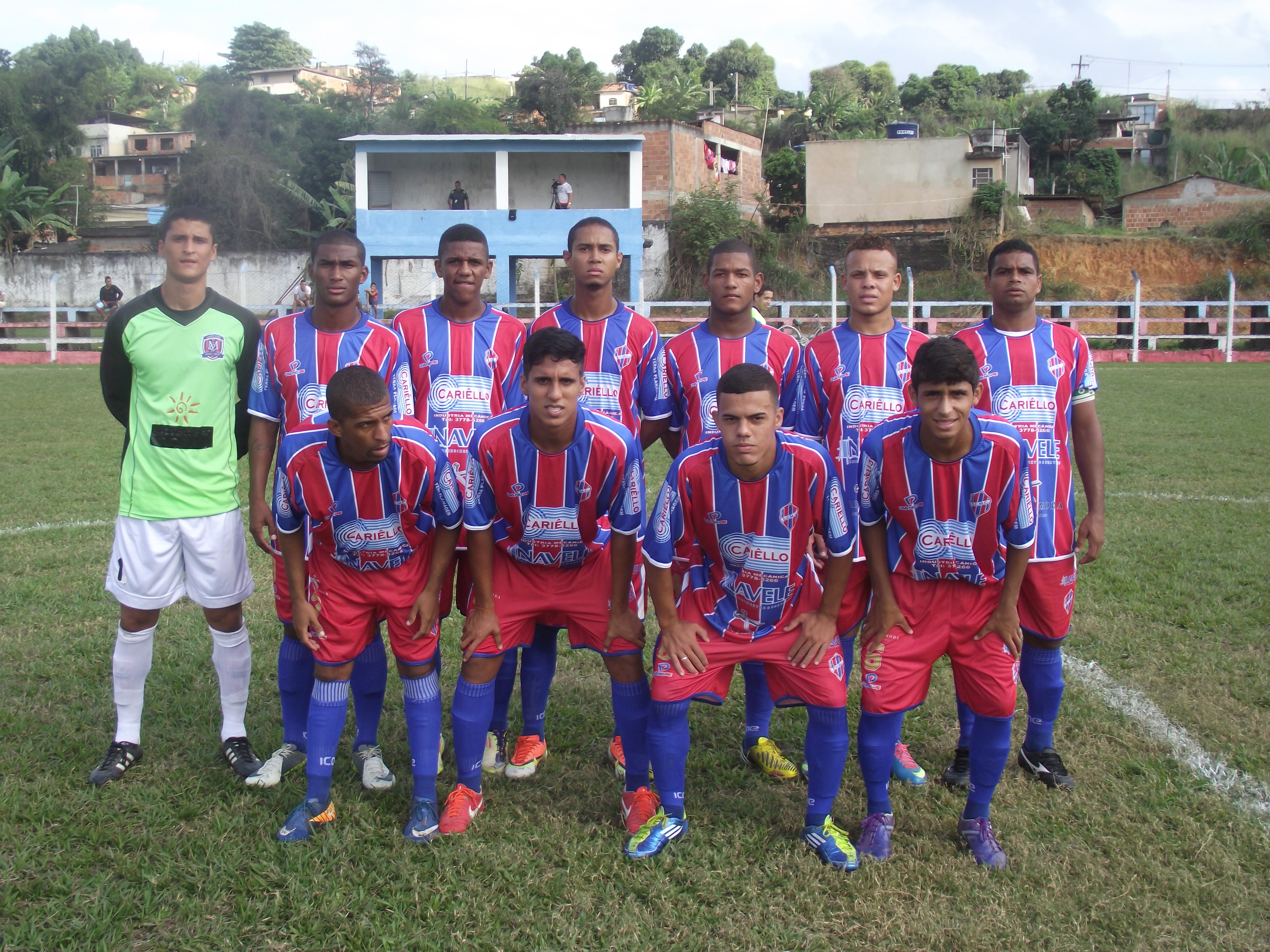
Equipe profissional em 2013

Em 1989, é apenas o décimo no primeiro turno e sexto no segundo turno. Não consegue se classificar para a fase final.
Em 1990, o campeonato é novamente dividido em duas chaves. O Miguel Couto sagra-se líder de seu grupo, entrando na fase final, na qual é apenas o sétimo e penúltimo colocado.
Em 1991, o clube é deslocado para o chamado Grupo "B" da Primeira Divisão, uma Segunda Divisão camuflada, na qual subiam os dois primeiros colocados, recebendo dois rebaixados ao fim do primeiro e do segundo turno. O tricolor de Nova Iguaçu faz péssima campanha e termina em último lugar ao fim do primeiro turno. Acaba desistindo do campeonato e não disputa o segundo turno.
Advém um período de licenciamento que perdura até 1993, quando disputa a Segunda Divisão, na prática uma Terceira, visto que os seus antigos clubes co-irmãos disputavam o módulo "B" da Primeira. O Miguel Couto consegue apenas o sexto lugar no primeiro e no segundo turno, sendo eliminado.
Advém um novo período de licenciamento que vai até 2004, quando o clube retorna ao profissionalismo na Terceira Divisão. Fica em terceiro em sua chave, sendo eliminado.

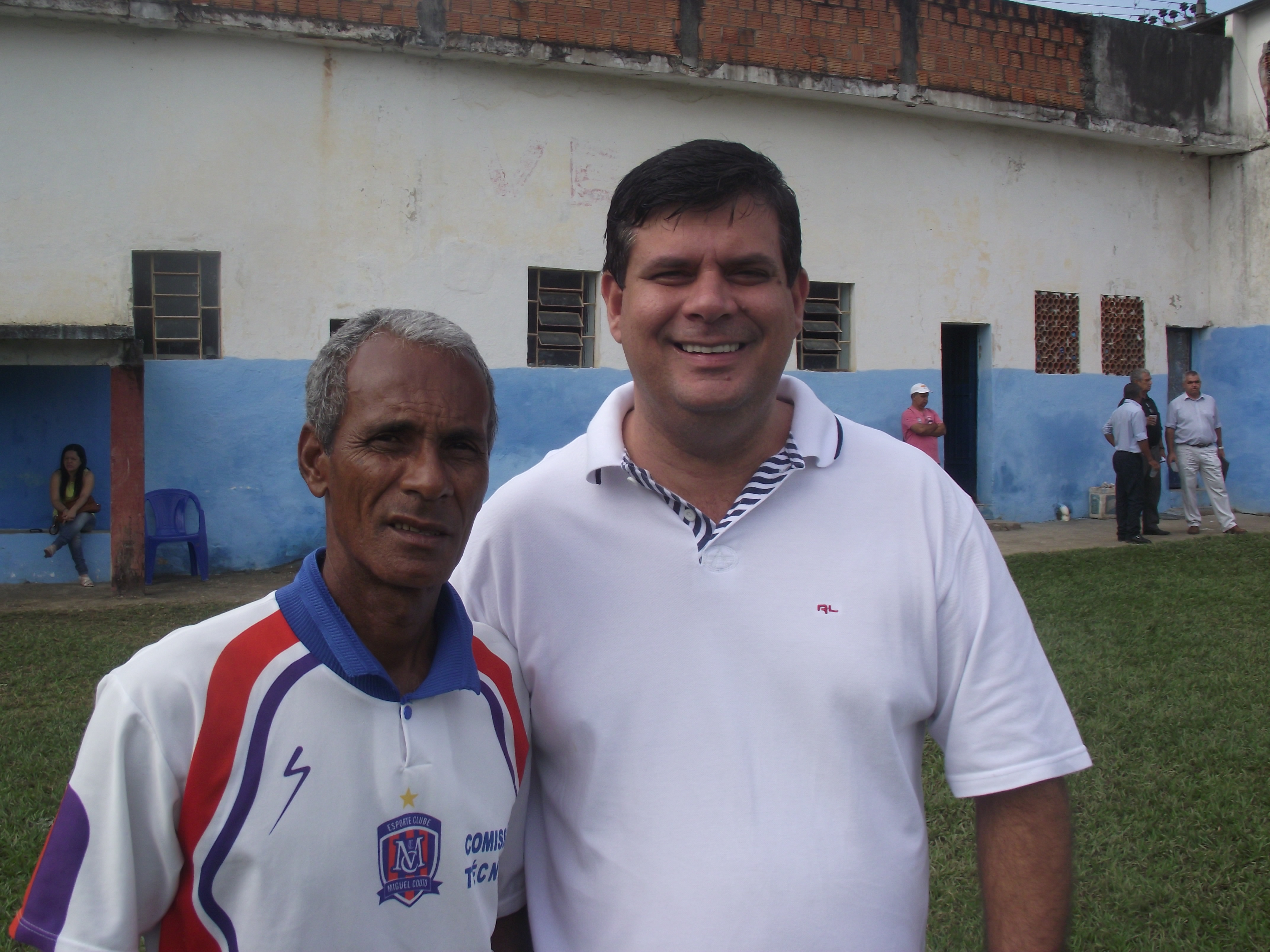
Zila Cardoso e Carlinhos, o presidente.

Em 2005, o clube faz uma ótima campanha. É líder de sua chave na primeira fase do campeonato. Classifica-se nas quartas de final, mas capitula nas semifinais, quando perde para o Estácio de Sá Futebol Clube.
Em 2006, o clube é convidado a integrar-se à Segunda Divisão. Classifica-se na fase inicial em primeiro lugar. Na fase seguinte acaba em quarto e não chega à final.
Em 2007, se licencia das competições de âmbito profissional. Em 2008, retorna e é apenas o sexto em sua chave na fase inicial. Acaba precocemente eliminado.
Em 2009, fica apenas na sexta colocação no Grupo "B", ficando eliminado. Derrotado no TJD, que determinou a perda de seis pontos pela suposta escalação irregular do zagueiro Allan Kardec, o Miguel Couto se livrou da disputa do Grupo X. Apesar de ter sido derrotado por 2 a 1 pelo Sendas Esporte Clube, na Sendolândia, em São João de Meriti, na Baixada Fluminense, o clube foi beneficiado pelo tropeço de outro adversário direto, o Profute Futebol Clube, derrotado por 2 a 0 pelo America Football Club.
Em 2011, o clube foi rebaixado à Série C juntamente com Floresta Atlético Clube, Fênix 2005 Futebol Clube e Profute Futebol Clube por não disputar a Série B.
Em 2013, retorna sob o comando técnico de Zila Cardoso e o apoio de Guto Santos para o Campeonato Estadual da Série C, alcançando o vice-campeonato da competição ao perder a decisão para o São Gonçalo Esporte Clube. Mas, por não disputar a Série B no ano seguinte, é novamente rebaixado à Série C.
Suas cores são vermelho, azul e branco e tem como apelidos Tricolor da Colina e Miguelão. Seu pequeno estádio, o Joel Pereira, fica no bairro da Grama, adjacência do bairro de Miguel Couto. A sede social está localizada em Miguel Couto na Rua Gravatai, nº 1, e contem ginásio, piscina e sala de jogos.

## Títulos
- 2019 - Vice-campeão Copa Buzios, sub 11;
- 2018 - Vice-campeão Copa Casimiro de Abreu, sub 15;
- 2018 - Vice-campeão da Copa Casimiro de Abreu, sub 17;(tendo como destaque o zagueiro Renan, o atacante Edson Matias,o meio campo  Roger Rodrigues e o goleiro Diego Ramos)
- 2013 - Vice-campeão do Campeonato Estadual da Série C;
- 2011 - Vice-campeão da Liga Desportiva de Nova Iguaçu, categoria juvenil;
- 2010 - Campeão da Liga Desportiva de Nova Iguaçu, categoria juvenil;
- 2009 - Campeão da Liga Desportiva de Nova Iguaçu, categoria infantil;
- 1999 - Campeão da Taça Cidade de Nova Iguaçu, categoria adultos;
- 1987 - Vice-campeão do Campeonato Estadual da Terceira Divisão;
- 1982 - Campeão da Liga Desportiva de Nova Iguaçu, categoria de juniores (final contra o EC Laterize);
- 1979 - Campeão da Liga Iguaçuana de Desportos, categoria juvenil;
- 1962 - Campeão da Liga Iguaçuana de Desportos;
- 1957 - Campeão da Liga Iguaçuana de Desportos;